# Podrašnica
Podrašnica (cyr. Подрашница) – wieś w Bośni i Hercegowinie, w Republice Serbskiej, w gminie Mrkonjić Grad. W 2013 roku liczyła 733 mieszkańców.